# Millennium Stadium
Millennium Stadium (walisisk: Stadiwm y Mileniwm), fra 2016 tillige Principality Stadium (walisisk: Stadiwm Principality), er et fodbold- og rugbystadion beliggende i Wales' hovedstad Cardiff.
Stadionet har fået fem stjerner af UEFA, hvilket blandt andet betyder, at det opfylder kravene til at være vært for finalen i UEFA Europa League. Det er desuden hjemsted for Wales' fodbold- og rugbylandshold.
Da Wembley Stadium blev renoveret, var stadionet hjemsted for seks finaler i FA Cup.